# Jicarón
L'île Jicarón est une île du Panama, appartenant administrativement à la  province de Veraguas.

## Description
Elle est située  dans le golfe de Chiriquí juste à la pointe sud de l'île Coiba (qui fait partie du parc national de Coiba) et a une superficie de 20 km2.
Au sud de l'île se trouve la petite île de Jicarita, le point le plus méridional du pays. Sur celle-ci se trouve un phare.